# Klaus Merz
Klaus Merz (* 3. října 1945 Aarau, kanton Aargau) je švýcarský básník a spisovatel – prozaik.

## Biografie
Narodil se v Aarau. Pracoval jako učitel na střední škole. Obdržel několik literárních cen, mimo jiné literární cenu Hermanna Hesseho (1997) a cenu Gottfrieda Kellera (2004).
Píše povídky a příběhy, a to především krátké formy. Skládá také básně např. „Kurze Durchsage“. Žije na volné noze v Unterkulmu.

## Dílo

### Původní vydání v němčině
- Mit gesammelter Blindheit. Gedichte. Tschudy, St. Gallen 1967
- Geschiebe – mein Land. Gedichte. Sauerländer, Aarau 1969
- Vier Vorwände ergeben kein Haus. Gedichte. Artemis, Zürich 1972
- Obligatorische Übung. Geschichten. Sauerländer, Aarau 1975
- Latentes Material. Erzählungen. Sauerländer, Aarau 1978
- Der Entwurf. Erzählung. AutorenEdition, München 1982
- Landleben. Geschichten. Howeg, Zürich 1982
- Bootsvermietung. Prosa, Gedichte. Howeg, Zürich 1985
- Tremolo Trümmer. Erzählungen. Ammann, Zürich 1988
- Nachricht vom aufrechten Gang. Prosa, Gedichte. Howeg, Zürich 1991
- Am Fuss des Kamels. Geschichten & Zwischengeschichten. Haymon, Innsbruck 1994, ISBN 3-85218-156-9
- Kurze Durchsage. Gedichte & Prosa. Doslov Werner Morlang. Haymon, Innsbruck 1995, ISBN 3-85218-196-8
- Jakob schläft. Eigentlich ein Roman. Doslov Peter von Matt. Haymon, Innsbruck 1997, ISBN 3-85218-229-8
  - als Taschenbuch: Fischer, Frankfurt am Main 2006, ISBN 3-596-16907-0
- Kommen Sie mit mir ans Meer, Fräulein? Roman. Haymon, Innsbruck 1998, ISBN 3-85218-270-0
- Garn. Prosa und Gedichte. Haymon, Innsbruck 2000, ISBN 3-85218-324-3
- Adams Kostüm. Drei Erzählungen. Haymon, Innsbruck 2001, ISBN 3-85218-361-8
- Das Turnier der Bleistiftritter. Achtzehn Begegnungen. Doslov Markus Kutter. Haymon, Innsbruck 2003, ISBN 3-85218-432-0
- Die Tiere ziehen los! Eine Entdeckungsreise in die Fluss-Auen. Bilderbuch (společně s Petrou Rappovou). Atlantis, Zürich 2003, ISBN 3-7152-0474-5
- Löwen Löwen. Venezianische Spiegelungen. Haymon, Innsbruck 2004, ISBN 3-85218-449-5
- Los. Eine Erzählung. Haymon, Innsbruck 2005, ISBN 3-85218-466-5
- Kunos große Fahrt. Bilderbuch (společně s Hannesem Binderem). NordSüd, Gossau 2005, ISBN 3-314-01433-3
- Priskas Miniaturen. Zwanzig Erzählungen 1978–1988. Doslov Werner Morlang. Haymon, Innsbruck 2005, ISBN 3-85218-484-3
- Der gestillte Blick. Sehstücke. Haymon, Innsbruck 2007, ISBN 978-3-85218-539-2
- Der Argentinier. Novelle. Haymon, Innsbruck 2009, ISBN 978-3-85218-580-4
- Aussicht mit Zimmer. Texty s fotkami Stephana Schenka. Steidl, Göttingen 2009, ISBN 978-3-86521-958-9
- Aus dem Staub. Gedichte. Haymon, Innsbruck 2010, ISBN 978-3-85218-568-2

### Česká vydání
- Argentinec. 1. vyd. Ve Zlíně: Archa, 2014. 60 S. Překlad: Milan Tvrdík
- Jakub spí (vlastně román). 1. vyd. Ve Zlíně: Archa, 2009. 53 s. Překlad: Milan Tvrdík. ISBN 80-901926-7-X
- Benátská imprese. 1. vyd. Ve Zlíně: Archa, 2009. 81 S. Překlad: Milan Tvrdík. ISBN 978-80-901926-8-3
- Pojedete se mnou k moři, slečno? 1. vyd. Tábor: Zahrada, 2008.109 S. Překlad: Milan Tvrdík. ISBN 978-80-903059-8-4

## Ocenění
- 1992 – literární cena kantonu Aargau
- 1996 – Solothurnská literární cena
- 1997 – literární cena Hermanna Hesseho za knihu Jakob schläft
- 1999 – Prix Littéraire Lipp za knihu Frère Jacques
- 2004 – Cena Gottfrieda Kellera
- 2005 – Schweizerischen Schillerstiftung za knihu Los
- 2005 – kulturní cena kantonu Aargau